# Adršpach (stacja kolejowa)
Adršpach – stacja kolejowa w miejscowości Adršpach, w kraju hradeckim, w Czechach. Znajduje się na wysokości 505 m n.p.m. Położona jest tuż przy rezerwacie przyrody Adršpašskoteplické skály.
Jest zarządzana przez Správę železnic. Na stacji istnieje możliwość zakupu biletów i rezerwacji miejsc.
W sezonie można dojechać do stacji Adršpach pociągiem Kolei Dolnośląskich z Wrocławia, Wałbrzycha i Jeleniej Góry.

## Linie kolejowe
- 047 Trutnov - Teplice nad Metují